# Bánh giầy

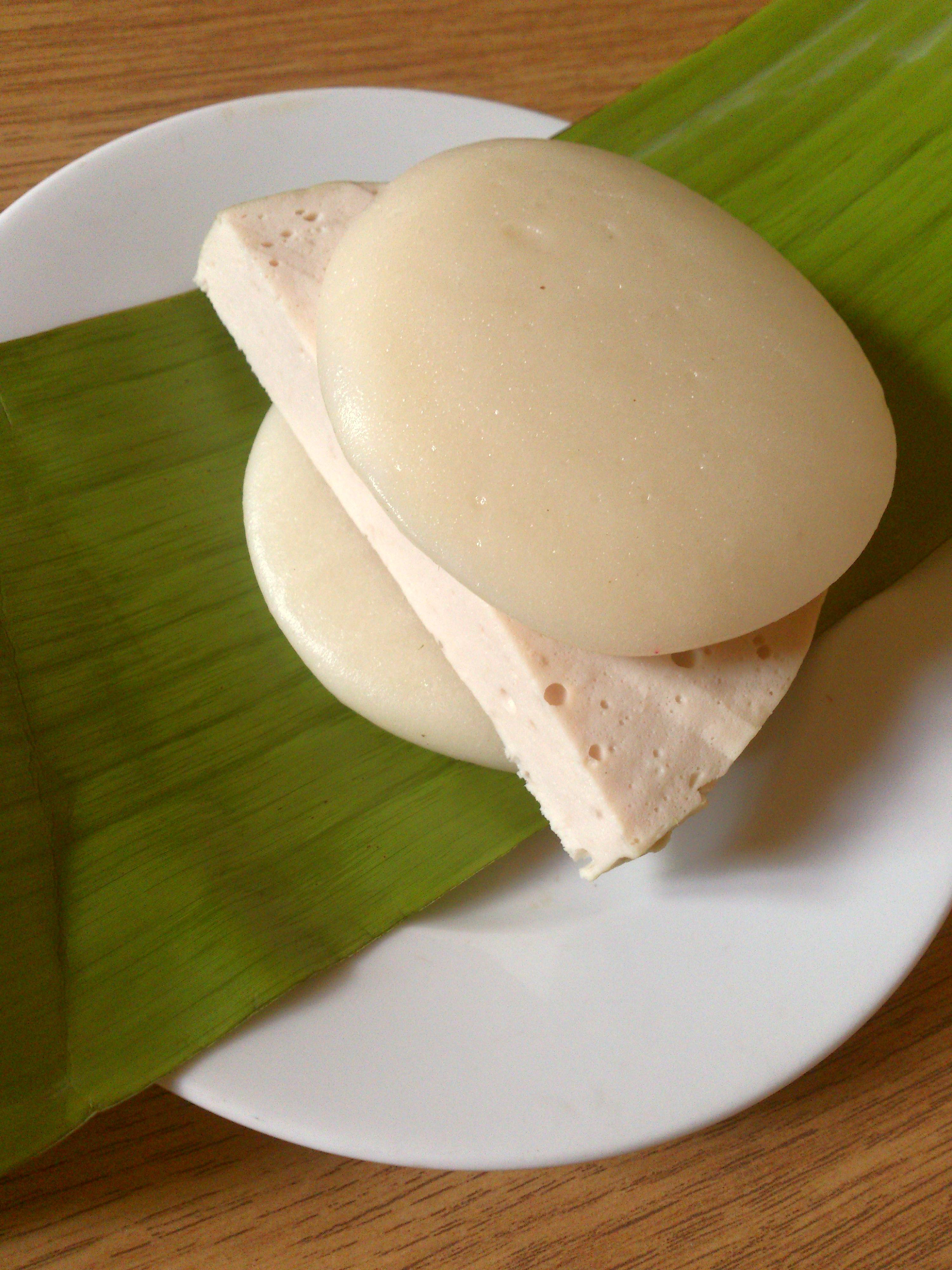
Bánh giày kẹp giò lụa ở Việt Nam

Bánh giày (thường viết sai thành: bánh dầy, bánh giầy do miền Bắc Việt Nam phát âm âm ay thành âm ây như giày dép phát âm thành giầy dép) là một loại bánh truyền thống của người Việt Nam nhằm thể hiện lòng biết ơn của con cháu đối với tổ tiên và đất trời xứ sở. Bánh thường được làm bằng gạo nếp đồ/hấp chín bằng hơi và giã thật mịn, có thể có nhân đậu xanh và sợi dừa với vị ngọt hoặc mặn. Bánh thường được làm vào dịp Tết Nguyên Đán cổ truyền và vào ngày mùng 10 tháng 3 âm lịch (ngày Giỗ tổ Hùng Vương).
Cùng với bánh chưng, bánh giầy tượng trưng cho quan niệm về vũ trụ của người Việt xưa. Nó có màu trắng, hình tròn, được coi là đặc trưng cho bầu trời trong tín ngưỡng của người Việt.
Người Nhật Bản cũng có một loại bánh nhân ngọt tương tự như bánh giầy, được làm từ gạo nếp, gọi là mochi. Người dân ở bán đảo Triều Tiên có bánh tteok, gyeongdan, gaepi-tteok và songpyeon.

## Tên gọi và nguồn gốc
Tiếng Việt cổ gọi loại bánh này là "bánh chì", về sau "ch" biến âm thành "gi", "i" biến âm thành "ây". Có người nhầm lẫn "dầy" tức là dày, mỏng nên viết là "bánh dầy". Tuy nhiên, chỉ có cách viết "bánh giầy" là đúng quy tắc chính tả.
Bánh giầy gắn với truyền thuyết về hoàng tử Lang Liêu, tương truyền xảy ra vào đời vua Hùng thứ 6 của nước Văn Lang. Theo đó, Lang Liêu đã được báo mộng để làm ra chiếc bánh giầy hình tròn, tượng trưng cho trời, còn bánh chưng hình vuông, tượng trưng cho đất; hai thứ này được dùng để dâng lên vua cha trong ngày đầu xuân. Ngoài việc lý giải nguồn gốc của bánh chưng, bánh giầy, sự tích trên nhắc nhở con cháu về truyền thống của dân tộc và tầm quan trọng của cây lúa và thiên nhiên trong nền văn minh lúa nước.
Các dân tộc thiểu số phía Bắc Việt Nam, như Tày, Mường cũng làm bánh giầy nhưng không gói bánh chưng. Sử gia Trần Quốc Vượng nêu quan điểm rằng bánh chưng và bánh giầy tượng trưng cho dương vật và âm hộ trong tín ngưỡng phồn thực Việt Nam. Một số vùng miền gói bánh ú hay bánh tét, loại bánh hình tròn dài, để thay cho bánh chưng, mà theo giải thích của Trần Quốc Vượng là phù hợp với quan niệm tín ngưỡng phồn thực.

## Cách làm
Người ta chọn loại gạo nếp ngon, đồ kỹ (có thể đồ hai lượt), rồi giã trong cối tới khi có được một khối bột nếp chín dẻo quánh. Đây là công việc đòi hỏi sức vóc, thường chỉ nam thanh niên làm vì bột nếp chín đặc biệt dính và quánh, việc nhấc chày lên cũng không đơn giản. Nếu giã không nhuyễn hẳn ăn còn hạt gạo sẽ mất ngon, dễ bị "lại" bánh. Thường thường người ta có thể dùng chút mỡ lau vào đầu chày giã cho đỡ bị bết dính, nhưng óc lợn hấp chín được sử dụng cho mục đích này nhiều hơn.

## Sử dụng và bảo quản
Loại bánh giầy phổ biến nhất là loại trắng không nhân, nhỏ bằng lòng bàn tay, được nặn hình tròn dày chừng 1 đến 2 cm. Cứ hai cái bánh thì thành một cặp. Người mua có thể chọn mua một cái hay cả cặp và thường kẹp ăn chung với giò lụa, giò bò, chả quế, ruốc,...
Có một địa danh gắn liền với bánh giầy, đó là bánh giầy Quán Gánh của làng Thượng Đình (Nhị Khê, Thường Tín, Hà Nội). Khi đi qua địa danh giáp Hà Nội này, người ta thường gặp nhiều sạp bán bánh giầy Quán Gánh. Loại bánh này thường bán thành một cọc gồm năm bánh, nhân mặn hoặc nhân ngọt, gói trong lá chuối tươi.
Ngoài địa danh Quán Gánh (Hà Nội), các địa phương nổi tiếng với sản phẩm bánh giầy được nhiều người biết có thể kể đến như bánh giầy làng Gàu (Hưng Yên), bánh giầy Gia Lộc (Hải Dương), bánh giầy Hà Nam (Quảng Yên, Quảng Ninh), bánh giầy Lạc Đạo (Hưng Yên), bánh giầy Mông ở vùng núi phía Bắc,...
Các loại bánh của nông thôn miền Bắc Việt Nam kể trên thường để không được lâu, có lẽ chỉ một ngày là se mặt hoặc lại gạo, hoặc ôi thiu.
Với loại bánh giầy của người miền núi thì khác. Bánh được chế biến cùng cách kể trên mỗi dịp Tết, song được nặn to như bánh đa. Bánh được trữ trên gác bếp, để khô cả năm trời và là món ăn quý. Mỗi khi dùng, người ta xắt bánh ra thành miếng nhỏ, rồi nướng phồng trên bếp than tương tự cách người Nhật nướng bánh giầy mochi. Canh (súp) zōni (雑煮) là tên gọi của món canh mà người Nhật thường ăn vào ngày đầu năm mới. Nguyên liệu để nấu món canh này khác nhau tùy theo từng vùng. Ngay cả trong cùng một vùng thì cách nấu của mỗi gia đình nhiều khi cũng khác nhau. Dù vậy, những nguyên liệu có thể nói là không thể thiếu trong món canh này là: bánh giầy mochi không nhân (kirinmochi), đậu phụ, khoai, thịt gà, rau xanh, và các loại rau củ màu sắc khác.

## Thư viện ảnh

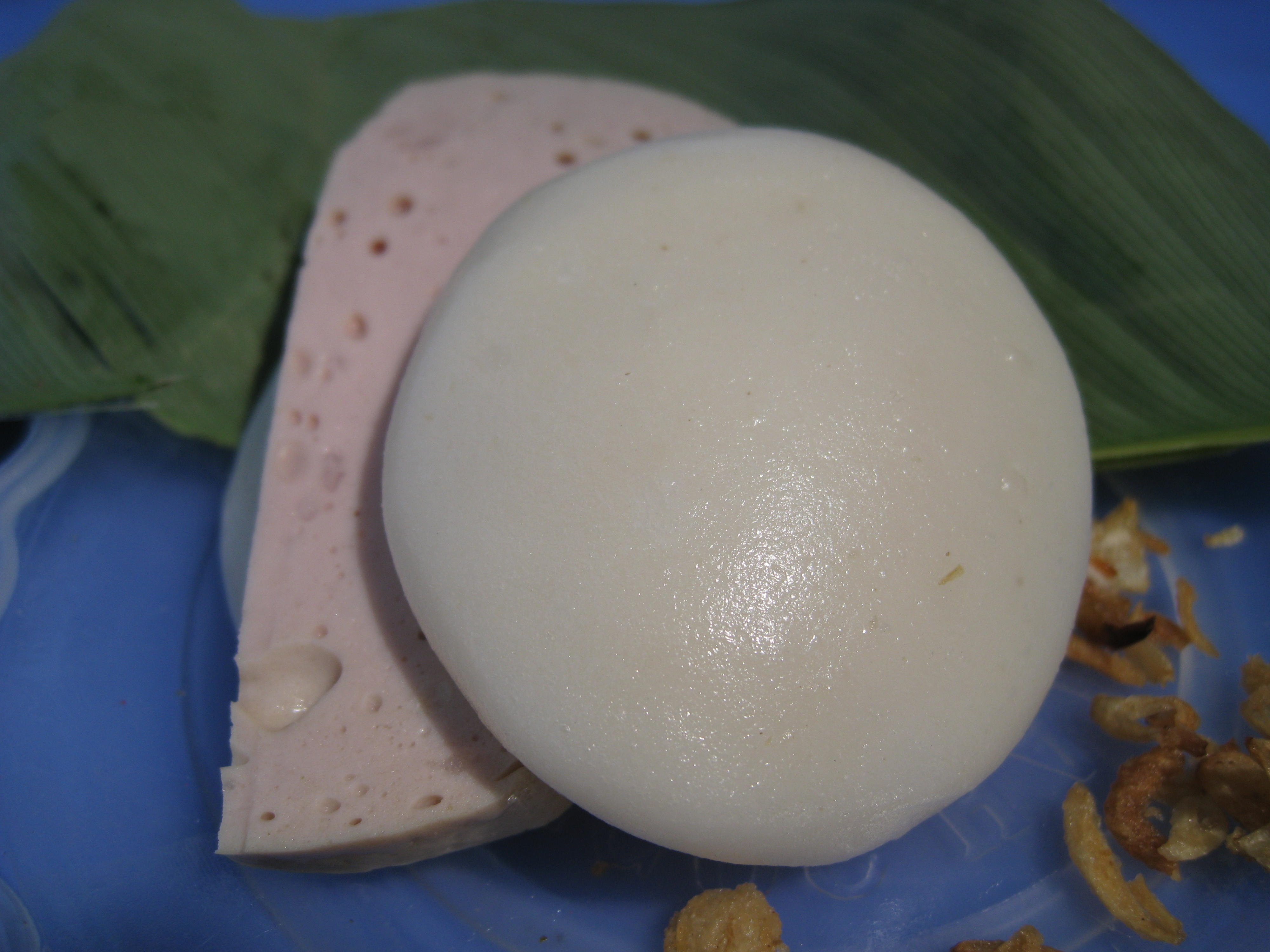
Cặp bánh giầy kẹp nửa khoanh giò lụa, Việt Nam
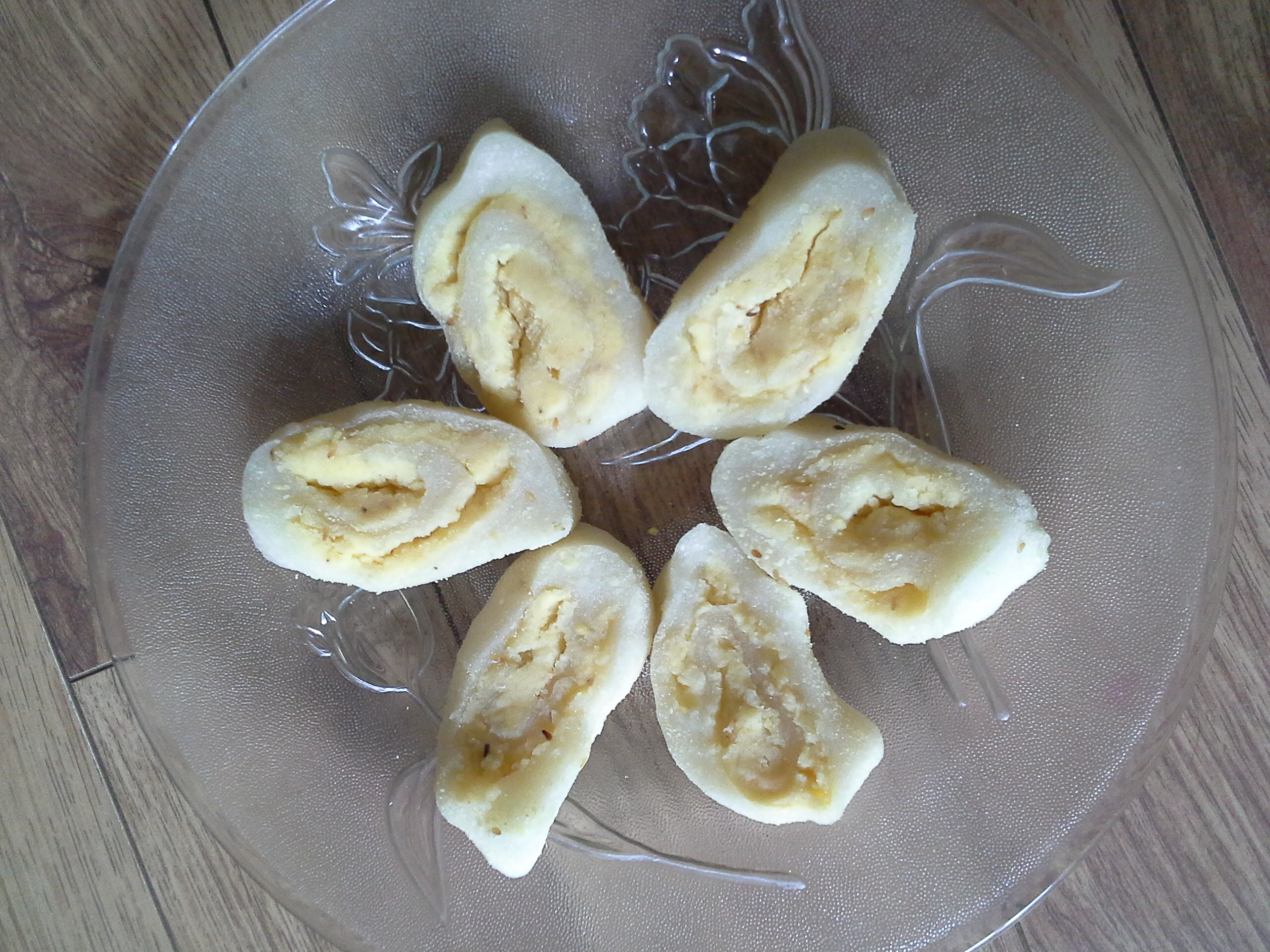
Bánh giầy nhân đậu xanh sên đường (bánh giầy nhân ngọt)
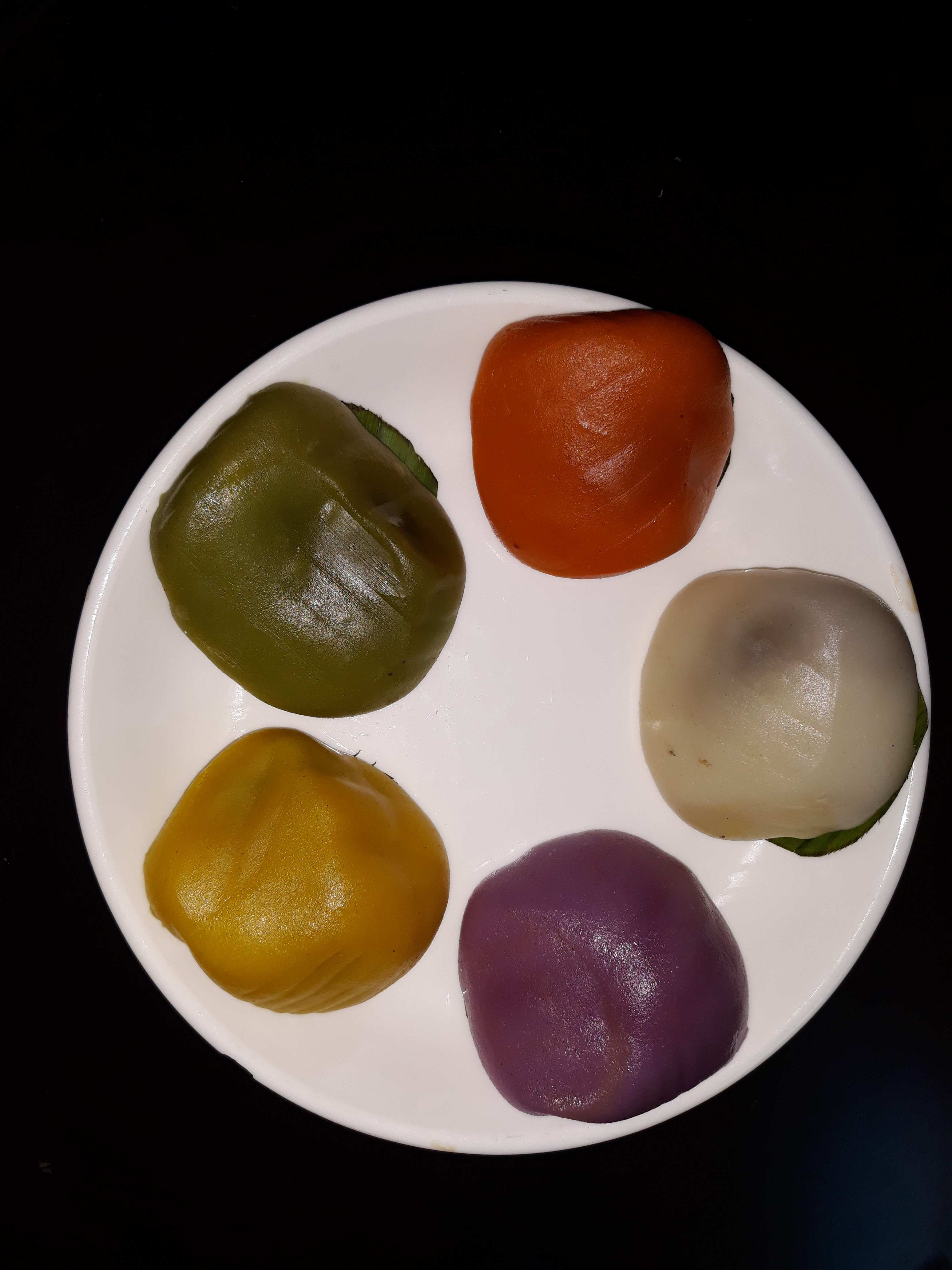
Bánh giầy ngũ sắc (5 màu) trong cộng đồng dân tộc thiểu số Việt Nam.
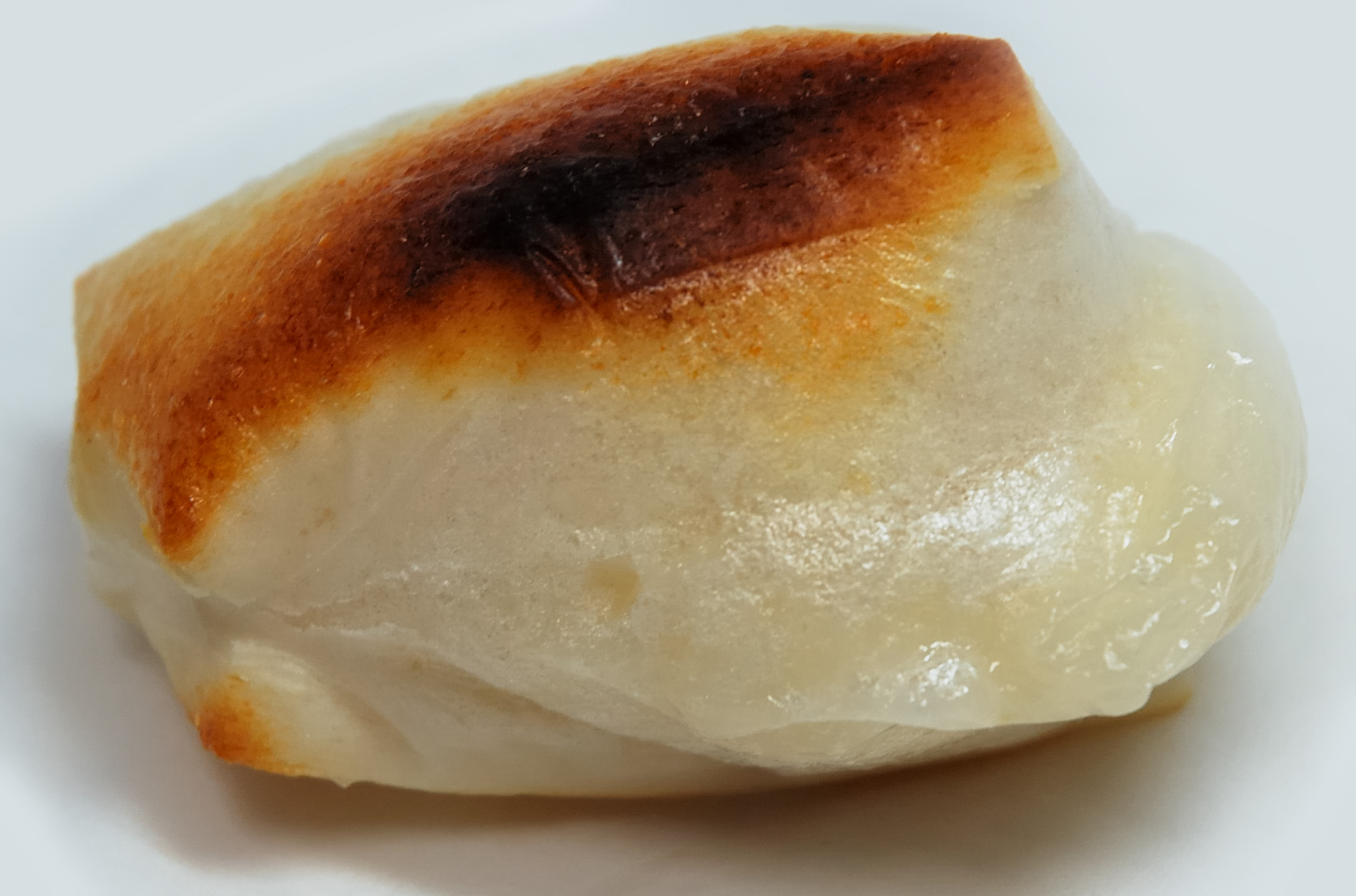
Bánh giầy vừa được nướng
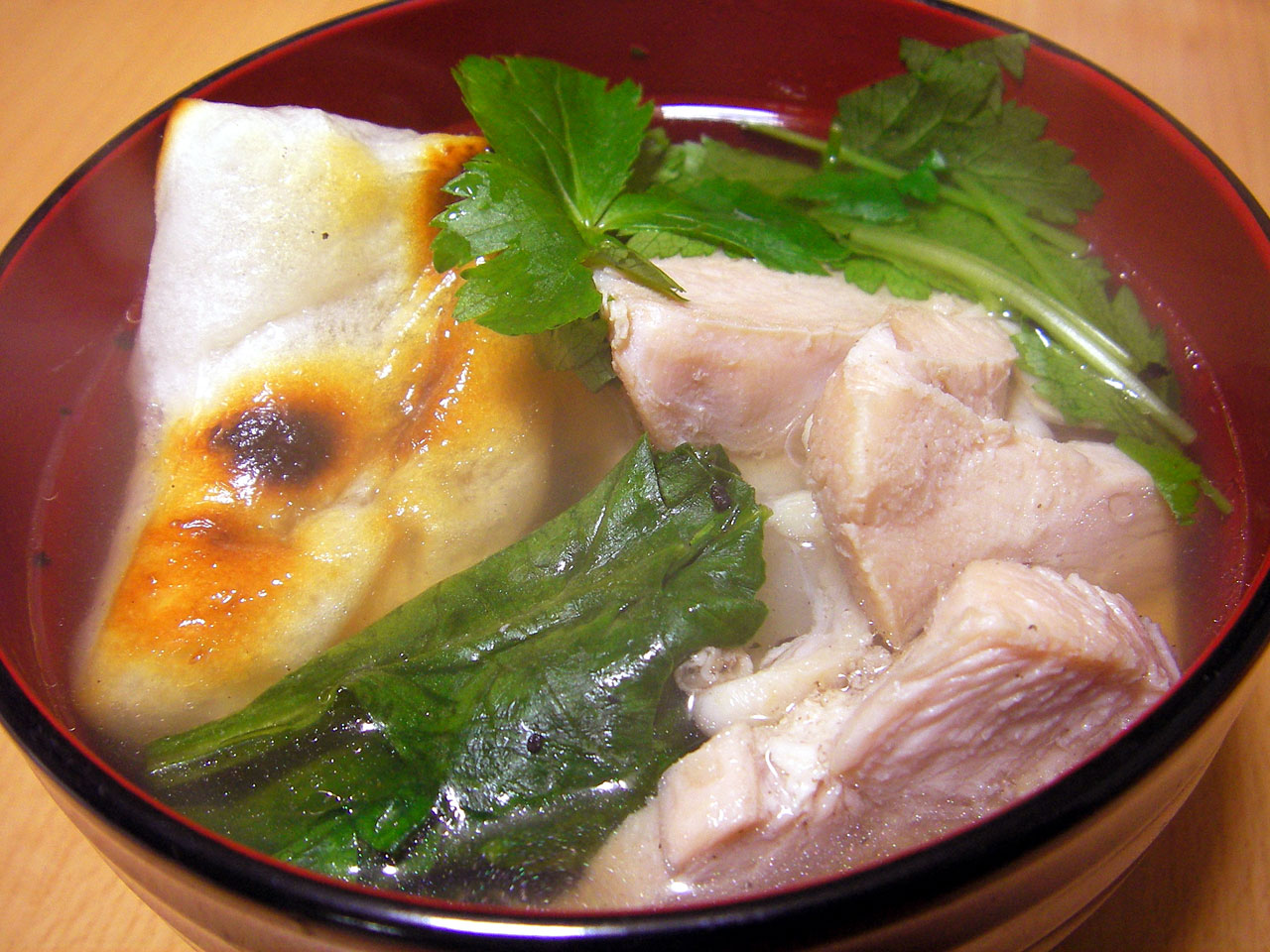
Canh bánh giầy zoni của Nhật Bản
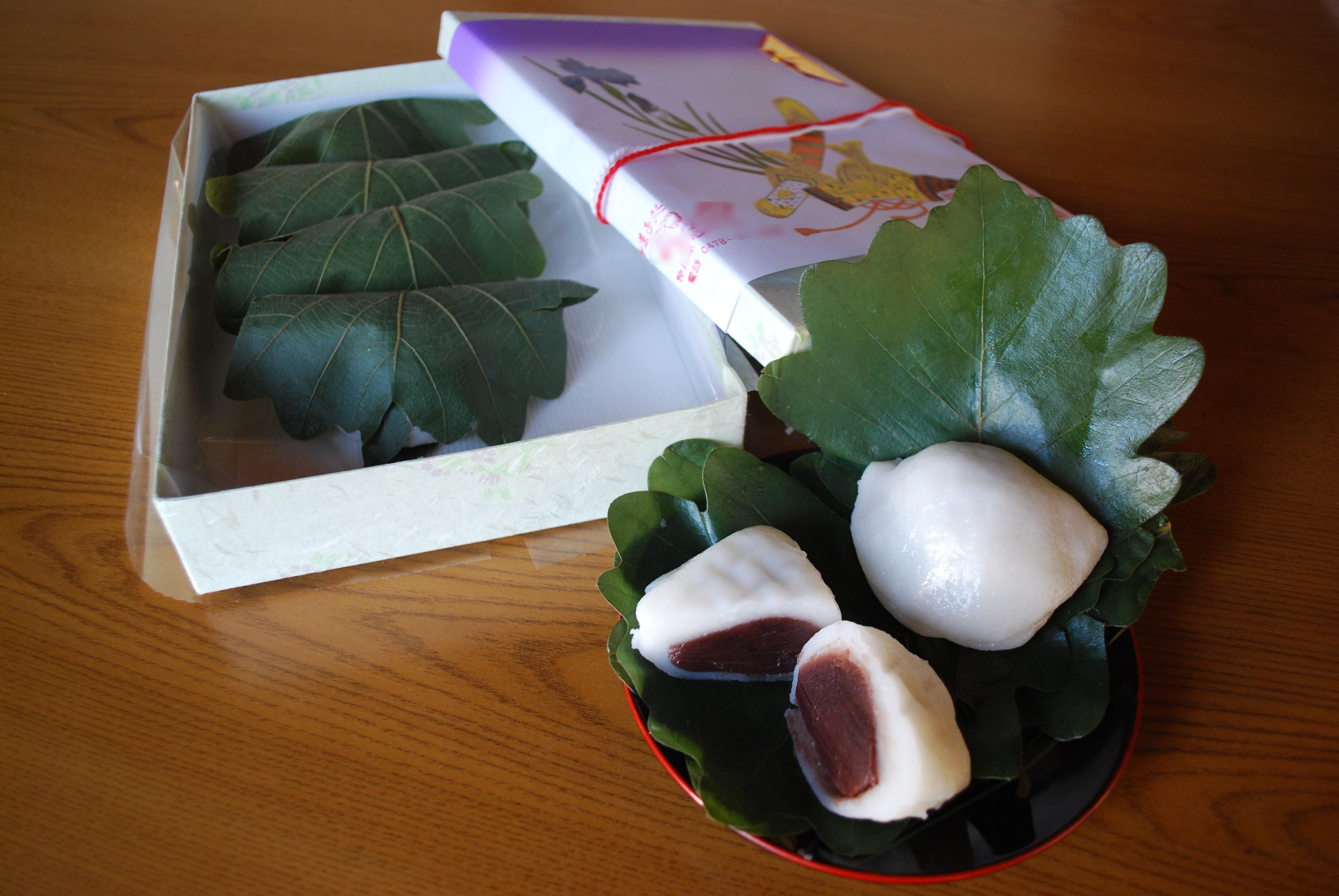
Một hộp bánh giầy kashiwa mochi